# 모하메드 알파예드
모하메드 알파예드(محمد عبد المنعم فايد, 1929년 1월 27일~2023년 8월 30일)는 이집트의 사업가이자 잉글랜드 프리미어리그의 풀럼 FC의 전 구단주로, 자산은 6억 5,000만 파운드이다.

## 일생과 경력
1929년 1월 27일 이집트 알렉산드리아 출생으로 거리에서 탄산음료를 파는 등 궁핍한 어린 시절을 보내다가 사우디아라비아의 유명 무역상 아드난 카슈끄지의 딸 사미라 카슈끄지와 결혼하면서 본격적인 사업가의 길을 걷기 시작하였다.
1966년 브루나이의 술탄 오마르 알리 사이푸딘 3세의 재정 고문이 되어 큰 돈을 운용하였고, 1970년대부터 영국에 발을 디뎌 1985년 6억 1,500파운드에 영국 런던의 해러즈 백화점을 인수하였다.
1997년 외국 자본으로는 최초로 잉글랜드 프리미어리그의 풀럼 FC를 인수하였다. 한때 그의 다섯째 아들 도디 알파예드는 이전 찰스 왕세자의 부인이던 다이애나 비의 연인이었으나 1997년 프랑스 파리에서 함께 교통사고로 숨졌다. 이에 파예드는 영국 왕실을 사고의 배후라고 주장하며 사립탐정으로 사건을 조사하기도 했다.
2010년 해러즈 백화점을 카타르 홀딩스에 16억 파운드에 매각하였다.
이외에 파리의 리츠 호텔과 하이드 파크 레지던스 등을 소유하고 있다.

## 같이 보기
- 풀럼 FC